# アメリカン航空383便エンジン故障事故
アメリカン航空383便エンジン故障事故（アメリカンこうくう383びんエンジンこしょうじこ）は、2016年10月28日にシカゴ・オヘア国際空港発マイアミ国際空港行きの定期便だったアメリカン航空383便（ボーイング767-323ER）が滑走路28Rを離陸滑走中に、右エンジンが故障し火災が発生した事故である。
乗員は離陸を中断し、乗客全員を避難させた。20人が負傷し、機体はひどい損傷を受けた。機体が停止した地点から、2,920フィート（890m）離れたユナイテッド・パーセル・サービス（UPS）の施設の屋根を一部の破片が貫通し、建物の床にまで達したが、UPSの従業員に怪我は無かった。

## 事故機

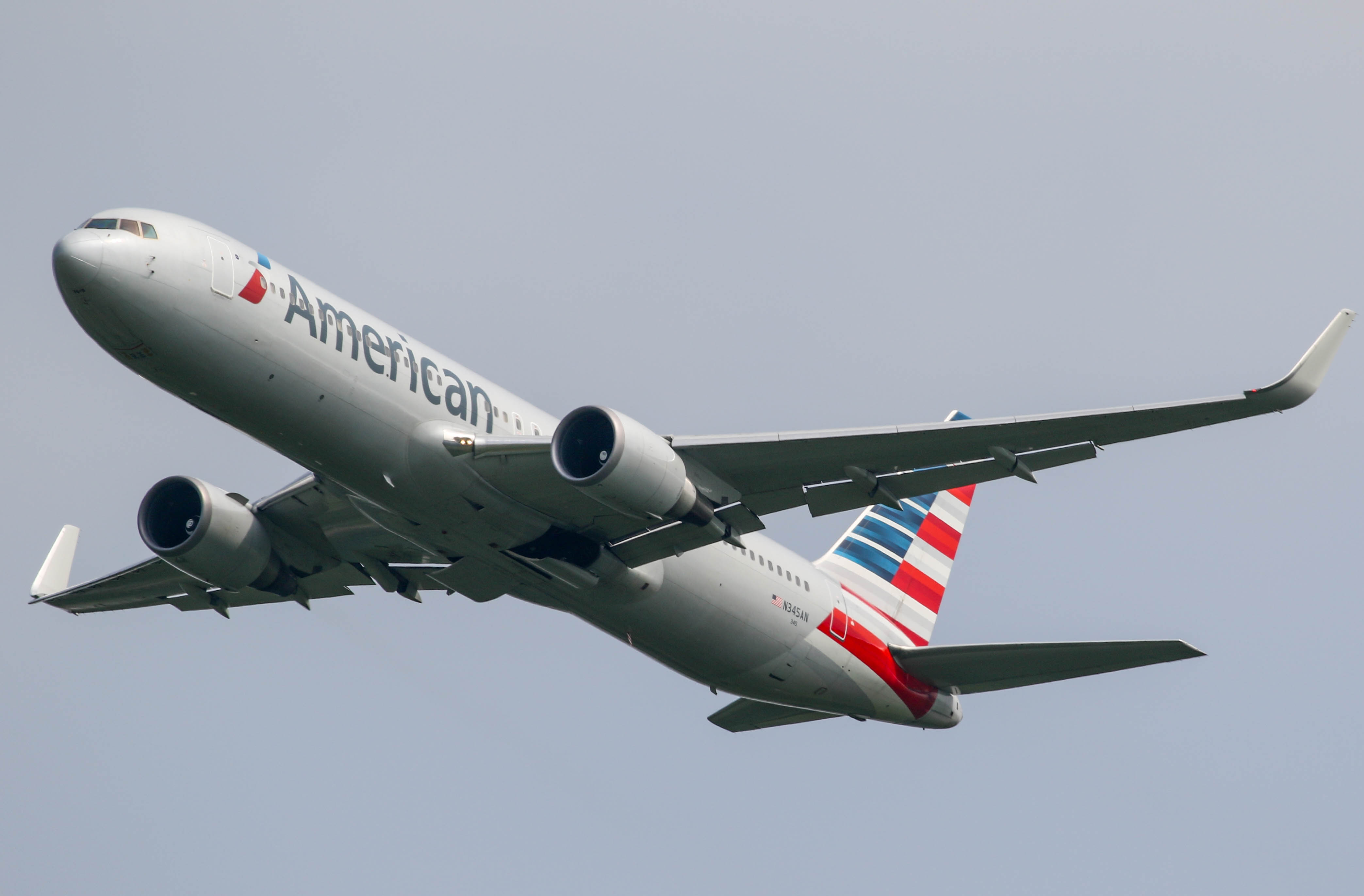
2016年6月に撮影された事故機

事故機は、ボーイング 767-323ERで2基のゼネラル・エレクトリックCF6-80エンジンを搭載していた。登録番号はN345ANで、2003年4月16日にアメリカン航空に納入されており、事故当時は製造から13年経っていた。胴体の右側は火災による被害をかなり受け、右翼は焼け落ちてしまった部分もある。

## 事故の経緯
現地時間14時31分、383便は離陸のため滑走路に進入した。10秒後、機長は推力を最大にした。このとき、操縦は機長が担当しており、副操縦士は計器を監視していた。副操縦士が80ノット (150 km/h)の読み上げをした2-3秒後に爆発音がした。機体は右へ逸れ始めたため、機長は離陸を中断した。パイロットはこの時の速度を110ノット (200 km/h)程だと考えていたが、実際には136ノット (252 km/h)まで加速していた。

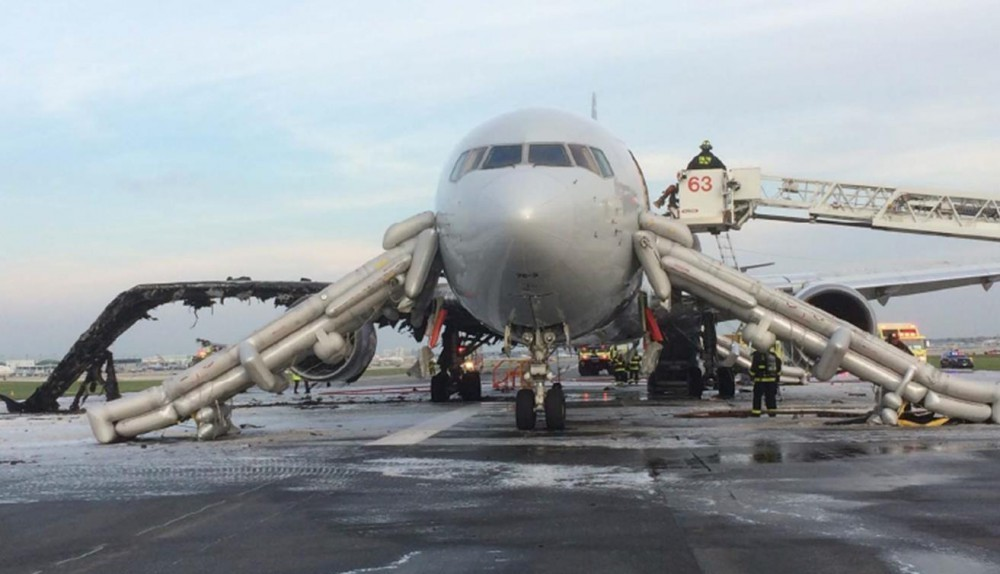
前方から見た事故機の残骸

異常発生から7秒後、副操縦士が管制官に「アメリカン383 ヘビー、滑走路上で停止する（American three eighty three heavy stopping on the runway.）。」と報告した。これに対して管制官は、「了解、了解、火災だ（roger roger. fire.）。」と返答した。機体が停止した後、パイロット達は火災チェックリストを開始した。停止から8-12秒後に左主翼上の非常口が開けられ、続いて左前ドアと右前ドアが開かれた。チェックリストを完了したパイロット達は、乗客全員の避難を確認し、自らも避難した。緊急脱出により、1人が重傷を、19人が軽傷を負ったが死者は出なかった。

## 事故調査

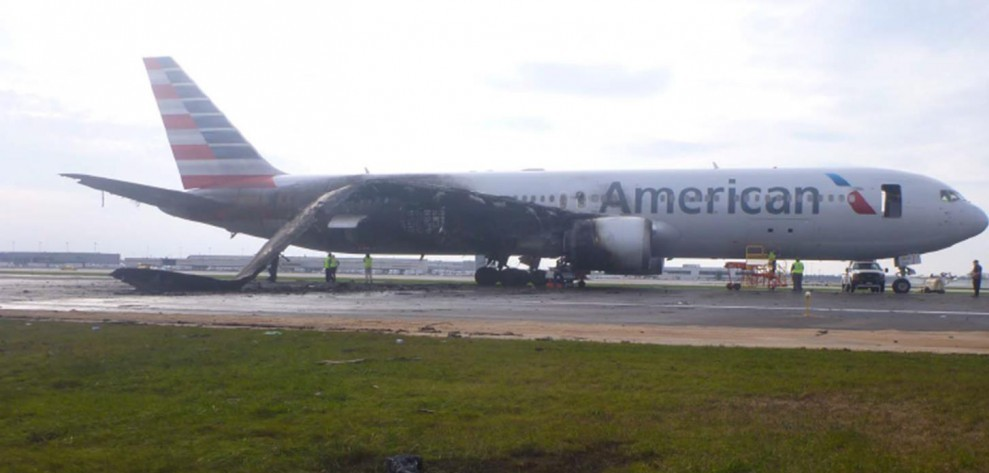
横から見た事故機の残骸

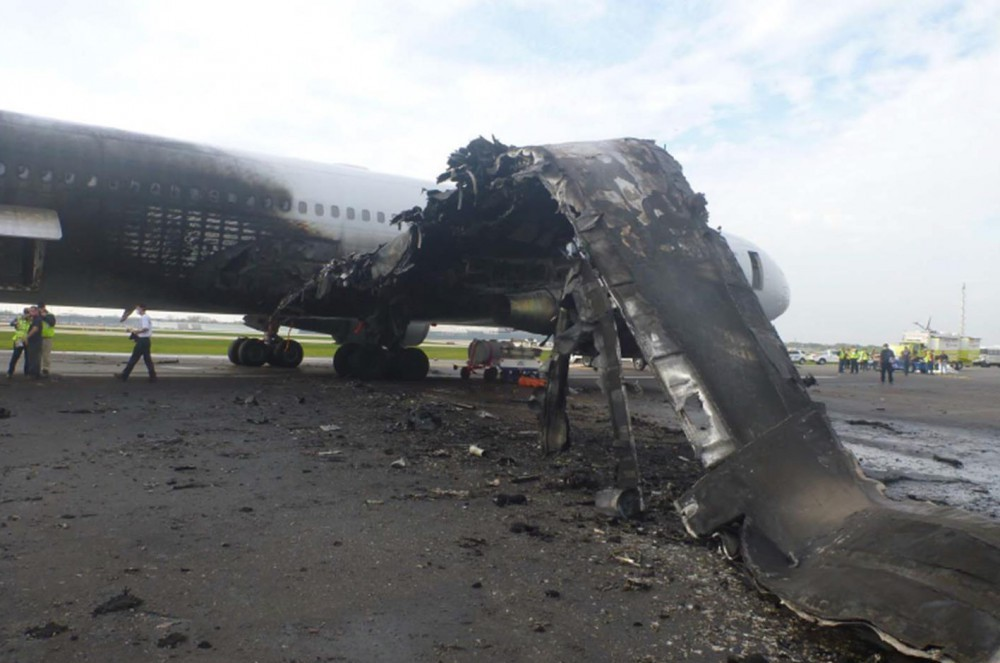
炎上した主翼

連邦航空局（FAA）と国家運輸安全委員会（NTSB）が事故調査を行った。2016年10月29日、NTSBはゼネラル・エレクトリック社製の右エンジンを検査すると明らかにした。ディスクの約90％ほどを調査官が回収し、中には約1,800フィート（560m）離れて落ちていた部品もあったと判明した。
2017年7月、GE・アビエーションはサービス・ブリテンを発行し、2000年以前に製造されたCF6のエンジンディスクを検査するよう航空会社に推奨した。同年9月、FAAは2000年以前に製造されたCF6タービンディスクの超音波検査の義務化を提案した。
2018年1月30日、NTSBは最終報告書を公表した。報告書では事故原因として右エンジンの第2ディスクの破損が挙げられた。この破損により、燃料パイプ、及び右主翼の燃料タンクが損傷を受け、大規模な燃料漏れが発生したため、右主翼で火災が発生した。調査から、製造時の段階で、右エンジンの第2ディスクに亀裂が生じており、飛行を重ねるにつれ金属疲労により亀裂が徐々に大きくなっていたことが判明した。この亀裂は製造時、及びメンテナンス時の検査で発見することが難しいものであった。
2018年8月30日、FAAは耐空性改善指令（AD）を発令した。ADでは、CF6の第1ディスク、及び第2ディスクについて超音波検査を継続的に行うよう航空会社に求めた。

### 緊急避難時の手順
NTSBはエンジン火災時の手順について、飛行中と地上でそれぞれ異なったものを使用することを推奨した。この事故の際に使われた手順では明確な区別が無く、地上でエンジン火災が発生した場合、もう一方のエンジンも停止してから避難を行うということが記載されていなかった。そのため、避難に際して乗客の1人がエンジンの排気によって地面に叩き付けられ、重傷を負った。また、この手順ではエンジンに備え付けられた2つの消火ボトルの内1つのみを使用し、効果があるかどうか30秒待つこととされていた。しかし、地上で火災が発生した際の手順ではすぐに両方のボトルを使用し、避難を安全に行える環境を確保することとされていた。
その他、NTSBは客室乗務員がインターホンを適切に使用できなかったことや、避難の指示などに関する乗員間のコミュニケーションの問題についても指摘した。また、避難時に手荷物を持って脱出する乗客が居たことなどから、これらの対策に関する研究も行われた。

## CVRの記録
調査報告書より、事故機のCVRに記録された音声データ（一部）。
| 時間         | 発言者     | 発言内容 |
| ------------ | ---------- | --- |
| 14時30分57秒 | 管制官     | アメリカン383 ヘビー、左旋回で方位220、滑走路28Rから離陸を許可（American three eighty three heavy turn left heading two two zero runway two eight right at november five cleared for takeoff.） |
| 14時31分02秒 | 無線交信   | 左旋回で方位220、離陸許可、アメリカン383 ヘビー（left turn to two two zero cleared for takeoff American three eighty three heavy.）                                                             |
| 14時31分06秒 | 機長       | 離陸許可、方位220（cleared for takeoff two twenty heading.） |
| 14時31分24秒 | 副操縦士   | 推力セット（thrust set.） |
| 14時31分32秒 | 副操縦士   | 80ノット（eighty knots.） |
| 14時31分32秒 | 機長       | 確認（checked.） |
| 14時31分43秒 | 《爆発音》 | 《爆発音》 |
| 14時31分44秒 | 機長       | わお（whoa.） |
| 14時31分50秒 | 無線交信   | アメリカン383 ヘビー、滑走路上で停止する（American three eighty three heavy stopping on the runway.）                                                                                           |
| 14時31分52秒 | 管制官     | 了解、了解、火災だ（roger roger. fire.） |
| 14時31分56秒 | 無線交信   | 煙か炎は見えるか？（do you see any smoke or fire?） |
| 14時31分58秒 | 管制官     | 右翼で火災が発生している（yeah fire off the right wing.） |
| 14時31分59秒 | 無線交信   | OK、緊急車両を送ってくれ（okay send the trucks.） |
| 14時32分02秒 | 管制官     | 送っている（sending em） |
| 14時32分04秒 | 機長       | OK、チェックリストを実行しよう（okay let's run the uh checklist.） |